# Ubirajara
Ubirajara („pán oštěpu“) byl rod malého teropodního dinosaura z čeledi Compsognathidae, žijící v období spodní křídy (geologický věk apt) na území severovýchodu dnešní Brazílie (geologické souvrství Crato). Jedná se o prvního prokazatelně opeřeného dinosaura z jižní polokoule.

## Kontroverze
Formální popis tohoto dinosaura však provází kontroverze, týkající se nelegálního vývozu této fosilie z Brazílie do Německa v roce 1995. V současnosti brazilští vědci požadují navrácení této cenné fosilie do země jejího původu.

## Popis
Tento menší "opeřený" dinosaurus byl formálně popsán koncem roku 2020. Zajímavostí jsou integumentární struktury v podobě vláknitého opeření, které zdobilo části těla tohoto teropoda. Blízce příbuzným rodem byla zřejmě Mirischia, žijící o několik milionů let později přibližně na stejném místě.
Zajímavé je zejména výrazné opeření tohoto teropoda, například "hříva" hustého opeření na krku a dlouhá úzká pera čnějící z jeho hřbetu. Tento nález ukazuje, že pestrost a různorodost dinosauřího opeření byly mnohem větší než se dříve kdokoliv mohl domnívat.
V současnosti však není toto jméno považováno za formálně platné.